# Melanohalea nilgirica
Melanohalea nilgirica  (лат.) — вид листоватых лишайников семейства Пармелиевые. Найден в Индии. Описан как новый вид в 2005 году Прадипом Дивакаром и Далипом Кумар Упрети. Типовой образец был собран в горном массиве Нилгири (штат Тамилнад) на высоте 2000 м над уровнем моря. Таллом имеет размер около 6 см в диаметре, верхняя поверхность от красновато-коричневого до тёмно-коричневого цвета. Вид характеризуется уплощёнными точечными псевдоцифеллами, соралями белого цвета и присутствием каператовой кислоты. Это единственный вид рода Меланохалеа, содержащий это вещество.